# Personnages d'Une famille formidable
Pour un article plus général, voir Une famille formidable.
Cet article présente les personnages du feuilleton télévisé Une famille formidable (1992-2018).

## Arbres généalogiques[1]

### Jacques
- Antoine Beaumont (29/09/1901-15/04/1950) et son épouse Maryse Beaumont (04/05/1902-15/04/1950), meurent dans l'incendie qui a ravagé leur propriété. Ils sont les grands-parents de Jacques. Ils ont deux enfants, un noir et un blanc : William et Édouard
  - Édouard Beaumont est le fils blanc d'Antoine et Maryse. Il vient vivre en métropole et se marie avec Colette Le Blanc, avec qui il a un fils : Jacques.
    - Jacques Beaumont et son épouse, Catherine Mariotti, sont les parents d'une grande famille recomposée. Ils ont ensemble quatre enfants : Nicolas, Frédérique (dite Fred), Manon et Jérémie. Jacques a un fils illégitime avec Lucia, José, et Catherine a une fille, Audrey, qui considère Jacques comme son père.
      - Audrey Beaumont, épouse de Julien Viguier, est la fille de Catherine et de Michel Morand, mais considère Jacques comme son père. Ils ont ensemble une fille nommée Marie.
        - Marie Viguier, en couple avec Claire Vebert dans la saison 9. Mariées dans la saison 11, elles divorcent dans la saison 13.

      - Nicolas Beaumont et son compagnon, Lucas, sont ensemble dans les saisons 7, 8, 9 et à partir de la saison 12. Avant lui, Nicolas a été le géniteur de l'enfant d'un couple de lesbiennes. Il est donc le père d'un fils nommé Louis.
        - Louis et Nicolas, son père biologique, se retrouvent à Lisbonne dans la saison 12.

      - Frédérique (Fred) Beaumont et son époux, Nourredine Bensala (ex-second en cuisine du chef Jacques Beaumont), sont respectivement viticultrice et restaurateur. Ils ont deux filles : Carla et Inès.
        - Carla Bensala est la fille de Fred et Nourredine. Enceinte de son meilleur ami, elle fait une fausse couche dans la saison 11.
        - Inès Bensala naît dix-neuf ans après Carla et comble le couple de bonheur malgré la paraplégie de Fred.

      - Manon Beaumont et Jean-Philippe Cazaubon, sont tous deux médecins. Après avoir eu du mal à se marier et à avoir des enfants, ils ont une fille : Emma, qui est noire.
        - Emma Cazaubon, fille de Manon et Jean-Philippe, fera découvrir aux Beaumont leurs origines noires.

      - Jérémie Beaumont, boulanger, se marie avec Héléna, sa compagne dans les saisons 7, 10, 11, 12 et 14.
      - José Beaumont est un fils illégitime de Jacques que celui-ci a eu avec Lucia (ex-modèle pour la peinture de Nono, le père de Catherine). Après avoir été négligé par son père, José revient dans la saison 10, puis ouvre une boulangerie avec Jérémie et Héléna.

  - William Beaumont, frère noir d'Édouard et oncle de Jacques, a un AVC étant âgé ce qui l'empêche de parler. Il retrouve la parole par la suite. Il a un fils nommé Ghislain.
    - Ghislain Beaumont, médecin à Saint-Denis de La Réunion, est le cousin germain de Jacques. Il a une fille nommée Gina.
      - Gina Beaumont, patronne du restaurant le Copacabana à La Réunion, est la petite-cousine de Jacques. Elle a une aventure avec un navigateur norvégien et a un fils : Jules.
        - Jules Beaumont est le fils blanc de Gina. C'est à cause de lui que Gina et Ghislain ne se parlent plus. Il est l'arrière-petit-cousin de Jacques.

### Catherine

#### Paternel
- Alberto Mariotti (dit Nono), épouse Maria Luisa de Vasconcelos avec qui il a deux enfants, Paule et Serge, puis a une relation adultérine avec Serena Montes (1919-1950) avec qui il a une fille, Catherine, que sa femme élève comme sa fille, et enfin épouse Francesca dans la saison 1. Il a donc trois enfants : Paule, Catherine et Serge.
  - Paule Mariotti (29/04/1949-04/03/2008), fille de Nono et de son épouse, après avoir été longtemps seule, elle épouse en premières noces Richard Mathis (18/02/1948-29/01/2008) dans la saison 2, puis, après leur divorce dans la saison 6, elle épouse un Italien nommé Giancarlo, avant de divorcer à nouveau. Elle s'occupe dans les saisons 4 et 5 avec Richard d'une fille, Agnès, qu'ils considèrent comme leur fille.
    - Agnès, dont la mère était une amie de jeunesse de Richard Mathis et Jacques Beaumont, pensait sincèrement être la fille de Richard Mathis, ce que des tests ont démenti. Paule et lui décident de s'occuper d'elle dans les saisons 4 et 5. Elle a un fils : Romain.
      - Romain, fils d'Agnès, considère Paule et Richard comme ses grands-parents.

  - Catherine Mariotti (1950), fille de Nono et de Serena que Maria Luisa a tout de même élevée. Après avoir eu une aventure avec Michel Morand, un avocat qui lui donne une fille, Audrey, elle épouse Jacques Beaumont, qui élève Audrey comme sa fille, et avec qui elle a quatre autres enfants : Nicolas, Frédérique, Jérémie et Manon (qui sont jumeaux).
  - Serge Mariotti, fils de Nono et de Maria, architecte, est présent dans la saison 1 et disparait par la suite.

#### Maternel
- Serena Montes (1919-1950) épouse un homme avec qui elle a un fils, Mario, puis trompe son mari avec Alberto Mariotti, avec qui elle a une fille, Catherine. Elle meurt en mettant Catherine au monde.
  - Mario Montes, fils aîné de Serena et de son époux, il est le seul avec Nono au courant de sa parenté avec Catherine. Il mène une vie au Portugal. Devenu moine après la mort de son fils, Arnaldo, il revoit Catherine dans la saison 10 pour lui demander de prendre sous son aile Héléna, sa petite-fille.
    - Arnaldo Montes, fils de Mario, est architecte. Il meurt entre les saisons 8 et 10. Il a eu une fille : Héléna.
      - Héléna Montes, fille d'Arnaldo. À la fin de la saison 7, elle tombe amoureuse de son demi-grand-cousin, Jérémie, le fils de Catherine, avec qui elle entretient une relation de longue distance. Ils se séparent dans la saison 8 car elle se fiance. Dans la saison 10, elle forme de nouveau un couple avec Jérémie, ouvre avec lui une boulangerie à Lisbonne dans la saison 12 avant qu'ils ne se séparent de nouveau. Il se remettent finalement ensemble et se marient dans la saison 14.

## Les parents
- Catherine Beaumont (née Mariotti) (saisons 1 à 15) : femme extraordinaire, pédiatre, dévouée à sa famille nombreuse, elle aime Jacques d'un amour brûlant et essaie de faire fi de ses erreurs. Elle est l'élément moteur de la famille et recueille, à son grand désespoir parfois, toutes les plaintes de ses proches. Elle trompe Jacques à cinq reprises. La première fois c'est avec Michel Morand (le père d'Audrey) alors que cela faisait des années qu'ils ne s'étaient pas revus. La deuxième fois avec Eric, un touriste lors de vacances familiales au Portugal. Ensuite avec Vincent Malaval, un musicien qu'elle rencontre à l'hôpital avec qui elle se fiance après son divorce d'avec Jacques, puis – alors que touchée par une balle perdue lors d'un hold-up, frappée d'amnésie et oubliant qu'elle avait rompu avec Jacques, ils se remettent ensemble (bien qu'elle finisse par recouvrer la mémoire) – avec Raphaël Mercier, le père d'un de ses patients, et enfin avec François Fabiani, le médecin de Noyer. Cependant, ces liaisons extra-conjugales n'ont jamais raison de son amour pour Jacques. Dans la saison 13, lorsque Reine est atteinte d'un cancer, celle-ci lui demande de l'aider à mettre fin à ses jours. Au cours de la saison 15, elle décide de demander le divorce pour la seconde fois. Au même moment elle est victime d'une escroquerie de la part de Marius et est envoyée en détention provisoire durant de nombreuses semaines. Après avoir été innocentée, le divorce est finalement prononcé. Elle restera vivre à Noirmoutier, dans la maison de son amie Florence, où elle semble avoir trouvé la sérénité qu'elle recherchait. 
  - Interprétée par Anny Duperey
- Jacques Beaumont (saisons 1 à 15) : fin gourmet, il est aussi un fin séducteur. Il a entretenu de multiples aventures extra-conjugales qui lui ont valu deux divorces (le premier étant suivi d'un remariage) de la part de son épouse Catherine, qu'il aime cependant profondément. Il trompe Catherine une première fois avec Nelly Fougerolles, une pâtissière, puis avec de nombreuses femmes entre les saisons 3 et 4, puis avec Kelly, la patronne du restaurant. Il peut se montrer lâche et ses emportements l'emmènent régulièrement au poste de police, mais c'est néanmoins un personnage très attachant. Il était le meilleur ami de Richard jusqu'à la mort de celui-ci. Il est très proche de Julien, avec qui il passe son temps à se disputer. À la fin de la série, et après son second divorce d'avec Catherine, il annonce partir vivre à New York pour son nouveau livre, et ainsi retrouver sa petite-fille Carla.  
  - Interprété par Bernard Le Coq

## Leurs enfants
- Audrey Beaumont (ex-Viguier) (saisons 1 à 15) : Fille de Catherine et de Michel, un avocat parisien. Elle travaille dans un laboratoire pharmaceutique. Après avoir été mariée avec Julien, son ami d'enfance, qu'elle a trompé 3 fois: une première fois avec Renaud, un portugais puis avec Bruno, le frère cadet de Julien et enfin avec Maurice, elle divorce pour partir vivre avec Maurice. Ils se séparent dans la saison 7. Elle a ensuite une coach de vie dans la saison 8 avant de perdre son travail et de devenir strip-teaseuse dans la neuvième saison. Elle se remet ensuite en couple avec Julien, son ami d'enfance, avec qui elle a une fille, Marie, dans la saison 2. Elle se découvre un don de voyance au cours de la saison 10. Dans la saison 13, on apprend que Julien et elle se sont remariés mais Audrey le quitte après avoir appris que Jacques allait officiellement adopter Julien. Elle part alors se ressourcer en Inde avant de revenir dans le dernier épisode de la saison 13 où elle se remet avec Julien. À la fin de la saison 14 on apprend qu’elle part vivre en Italie avec son mari. Dans la saison 15, elle renonce à la voyance, et prend le relai sur sa mère en tant que pilier de la famille. 
  - Interprétée par Cécile Caillaud
- Nicolas Beaumont (saisons 1 à 15) : Fils aîné de Jacques et Catherine. Il tient une galerie d'art. Il a une liaison avec Reine dans la saison 2, c'est grâce à lui que les Beaumont la connaissent. Après avoir été marié à Éléna, il est tombé dans la drogue puis a découvert sa bisexualité une fois guéri. Il se met en couple avec Patrick, avec qui il tient une librairie puis avec Jean-Marc dans la saison 6. Il est papa de Louis, ayant accepté d'être le géniteur de l'enfant d'un couple d'amies lesbiennes dans la saison 6. Il se met ensuite en couple avec Lucas et ouvre une galerie d'art avec lui. Dans la saison 10, Lucas et lui rompent et Nicolas se met en couple avec Christine mais ils rompent de nouveau dans la saison 11 avant de revenir avec Lucas dans la douzième saison. Dans cette saison, il revoit Louis, son fils qui le considère vraiment comme son père. Dans la saison 13, il s'installe avec Lucas et Louis chez Héléna qui seront rejoints par Manon, Jean-Philippe, Emma et Marie. À la fin de la saison 14 il est le seul enfant Beaumont (avec José) à rester vivre à Lisbonne. Finalement il viendra lui aussi vivre en France, et aura après une période à vide, un regain d'inspiration dans ces œuvres artistiques. Il se fera d'ailleurs voler une partie de l'argent de ces tableaux de peintures par Marius, le nouveau compagnon de Christine (qu'elle finira par quitter). 
  - Interprété par Roméo Sarfati
- Frédérique Bensala (née Beaumont) (saisons 1 à 15) : Fille de Jacques et Catherine. Après avoir longtemps formé un couple avec Sébastien, elle s'est finalement mariée avec Nourredine, l'ex-second en chef de Jacques. Ils ont ensemble une fille, Carla. Elle trompe Nourredine au cours de la saison 10, Carla lui en veut beaucoup mais Nourredine finit par lui pardonner. Durant la 12e saison, elle est victime d'un accident de scooter au Portugal, où elle était accompagnée de Nourredine et José, et elle devient paraplégique. Dans la saison 13, elle accepte sa maladie et tombe enceinte d'une fille, nommée Inès. À la fin de la saison 14 elle annonce à Audrey et sa mère qu’elle a reçu une offre professionnelle qu’elle ne peut refuser à Londres. Son mari accepte de l’accompagner et leur fille aînée, Carla, est également prête à partir là-bas à la suite d'un stage. Dans la saison 15, elle adore son travail entre Paris et Londres. Elle connaîtra le harcèlement sexuel avec son supérieur direct hiérarchique. 
  - Interprétée par Jennifer Lauret
- Jérémie Beaumont (Guillaume Beaumont à sa naissance) (saisons 2 à 15) : Fils de Catherine et Jacques, né des années après les autres alors que ses parents étaient sur le point de divorcer. Il est le jumeau de Manon avec qui il s'entend très bien. Après avoir travaillé au restaurant familial à Paris avec Jacques, Fred, Nourredine, Julien et Richard, il vient s'installer avec Nourredine et Fred à Noyers et ouvre avec eux un nouveau restaurant: Les Millésimes. Dans la saison 7, il tombe amoureux d'Héléna, la petite-fille de Mario, le demi-frère de Catherine mais ils rompent dans la saison 8. Ils se remettent ensemble dans la saison 10. Ils rompent une nouvelle fois dans la saison 12 après être devenu trop jaloux. Dans la saison 13, il tient toujours la boulangerie avec José (Héléna ayant quitté le navire dans la douzième saison) et a une relation très courte avec Claire. À La Réunion, il déclare sa flamme à Gina, sa cousine mais il n'en naît rien. À la fin de la saison 14, il finit par épouser Helena, et la suit à Rio. Il laisse la boulangerie à José. Là-bas, il devient avec sa femme un influenceur sur les réseaux sociaux. 
  - Interprété par des bébés (saison 2 et 3) puis par Alain Piquet (saison 4 à 6) puis par Geoffrey Sauveaux (saisons 7 à 15)
- Manon Cazaubon (née Beaumont) (Mélanie Beaumont à sa naissance) (saisons 2 à 14) : Fille de Catherine et Jacques, née des années après les autres alors que ses parents étaient sur le point de divorcer. Elle est la jumelle de Jérémie avec qui elle s'entend très bien. Elle est très proche de sa nièce du même âge, Marie. Dans la saison 6, elle s'installe dans un appartement avec Marie. Dans la saison 7, elle se met en couple avec Jean-Philippe Cazaubon puis le trompe avec Walid, un marocain mais elle finit par se réconcilier avec lui. Dans la saison 8, elle forme un ménage à trois avec Jean-Philippe et Marie avant que Marie se découvre homosexuelle. Elle épouse Jean-Philippe lors de la saison 11 à Madère, et devient vicomtesse de Cazaubon, par ce mariage. Le couple met au monde une fille noire, Emma, dans la saison 12, en raison d'origines familiales lointaines, à l'île de la Réunion. Dans le dernier épisode de la saison 13, elle quitte Paris pour s'installer, avec Jean-Philippe et Emma, chez Héléna et toute la clique (Marie, Lucas, Nico et Louis). Elle décidera de partir vivre au Balang Balang. 
  - Interprétée par des bébés (saison 2 et 3) puis par Marie Sambourg (saisons 4 à 14)
- José Beaumont (saisons 5, 7 et 10 à 15) : Fils de Jacques, qu'il a eu avec Lucia lorsque lui et Catherine étaient divorcés et qu'elle était en couple avec Vincent. Jacques en a découvert l'existence quelques mois après sa naissance. Par la suite, José a une brève aventure avec Marie. Il est très proche de Carla. Au cours de la saison 14, il entretient une relation ambiguë avec Helena, avant que celle-ci épouse son grand demi-frère. Il reste à Lisbonne tenir la boulangerie. Lorsque son père va divorcer de Catherine en saison 15, il viendra vivre quelques semaines avec lui dans sa maison de la banlieue parisienne. 
  - Interprété par des bébés (saison 5) puis par Martin Jobert (saisons 7, 10 à 15)

## Leurs petits-enfants
- Marie Viguier (saisons 2 à 15) : Fille d'Audrey Beaumont et de Julien Viguier. Elle est très proche des jumeaux et particulièrement avec Manon, dont elle a le même âge. Elle est modèle lingerie. Elle s'installe avec Manon dans un appartement. Elle a ensuite une relation avec Jean-Philippe qui se termine par un ménage à trois avec Manon et Jean-Philippe. Dans la saison 9, elle découvre son homosexualité et tombe amoureuse de sa meilleure amie, Claire mais elles rompent rapidement. Dans la saison 10, elle a une aventure avec José (mais il n'y a aucun lien de parenté entre eux malgré le fait d'être membre de la même famille) mais ils rompent dans le second épisode de la saison 10. Elle se remet alors avec Claire avec qui elle se marie à Noyers dans la saison 11. Mais dans la saison 13, leur couple bat un peu de l'aile car Marie se sent emprisonnée dans son couple et ils divorcent dans le 3e épisode de la saison 13 après que cette dernière ait tenté de tuer toute la famille lors de leur périple à la Réunion. Lors de la saison 15, elle travaille dans la brasserie parisienne de son père avec l'aide de José. 
  - Interprétée par des bébés (saisons 2 et 3) puis par Laura Salvatore (saisons 4 à 15)
- Carla Bensala (saisons 5 à 14) : Fille de Frédérique et Nourredine. Dans la saison 8, elle ne supporte pas le fait d'habiter à Noyers et veut aller vivre chez Audrey mais tout ça se calme lorsqu'elle rencontre Hugo, le fils du maire dans la même saison. Dans la saison 10, elle trouve en José, qui a le même âge qu'elle, un frère et se brouille avec sa mère à la suite de sa relation adultérine avec un vigneron mais tout s'arrange quand elle décide de le quitter et de se remettre avec Nourredine. Dans la saison 11, son amitié pour Hugo a changé et elle tombe enceinte de lui. Ne voulant pas avorter, elle décide de garder le bébé mais fait finalement une fausse couche. À la fin de la 12e saison, elle obtient son baccalauréat avec mention très bien. Elle part finalement à New York dans un cabinet d'avocat dans la saison 13. En saison 14, elle accepte un stage à Londres. Dans la saison 15, on apprend par son grand-père qu'elle vit à New York, car celui-ci va la retrouver la bas puisqu'il va également y vivre. 
  - Interprétée par Carla Lauret, la véritable fille de Jennifer Lauret (saisons 5 et 6) puis par Agathe Bouissières (saisons 7 à 14)
- Louis Beaumont (saisons 6, 12 à 15) : Fils de Laura et Nathalia, couple lesbien, dont Nicolas est le père biologique. Il part vivre à Montpellier avec ses mères à la fin de la saison 6. Nicolas vient à sa rencontre à la fin de la saison 12. Les retrouvailles se passent très bien. Nicolas l'aide alors à "draguer" une fille dont il est amoureux en lui faisant faire de la danse. Dans la saison 13, il s'installe avec Nicolas et Lucas chez Héléna (ils seront rejoint par Marie, Manon, Jean-Philippe et Emma). 
  - Interprété par des bébés (saison 6) puis par Marius Ravanello (saison 12) puis Axel Keravec (saisons 13 à 15)
- Zoé Cerraz (saisons 8 à 10, 12 et 14) : Fille de Julien et Patricia. On découvre qu'elle a une allergie à l'arachide. Patricia doit alors avouer qu’elle n’est pas la fille biologique de Julien mais bien de son ex-compagnon, Stéphane. Pourtant elle est considérée comme étant la fille de Julien mais Patricia avoue à sa fille que Julien n'est pas son père. Zoé dit alors qu'il n'est rien pour lui mais dans la saison 12, après une thérapie familiale, elle considère de nouveau Julien comme son père.
  - Interprétée par Shana Herbreteau (saison 8), Juliette Grizard (saisons 9 et 10) puis Aminthe Audiard (saison 12)
- Emma Cazaubon (saisons 12 à 14) : Fille de Manon et de Jean-Philippe. Depuis sa naissance, la famille Beaumont se pose des questions sur leurs ancêtres car elle est noire. Elle fête ses 1 an dans la saison 13 à Lisbonne.
  - Interprété par des bébés (saisons 12 à 14)
- Inès Bensala (saisons 14 et 15) : Deuxième fille de Frédérique et Nourredine.
  - Interprété par des bébés (saisons 14 à 15)

## Autres personnages

### Introduits dans la saison 1
- Richard Mathis (ou Matisse) (saisons 1 à 7) : Meilleur ami de Jacques, présentateur du JT de TF1, il a épousé Paule. Il connaîtra des hauts et des bas dans sa carrière à TF1. Dans la saison 6, après avoir divorcé de Paule, il décide d'embarquer Jacques dans un projet mêlant cuisine et quiz. C'est un échec. Il finira par rejoindre le restaurant familial avec Jacques, Nourredine, Fred et Julien. Durant la saison 7, il est proche de José, le fils illégitime de Jacques, ce que ce dernier ne comprend pas au début. Au début de la saison 8, on apprend que Richard est mort des suites d'un cancer, Jacques a du mal à s'en remettre. Il avait fini par se remettre avec Paule, et cette dernière décèdera de chagrin peu de temps après la mort de Richard. 
  - Interprété par Philippe Khorsand (saisons 1 à 7) puis par Yves Lecoq (voix) (saison 8)
  - Philippe Khorsand meurt d'un cancer en 2008 et il en est de même pour son personnage.
- Paule Mariotti (saisons 1 à 5, puis saisons 7, 12 et 13) : Sœur voyante (elle a notamment le Président de la République comme client dans la saison 1) de Catherine, elle-même épouse divorcée de Richard. Dans la saison 7, elle décide de ne pas garder la maison familiale du Portugal après la mort de Nono. Elle préfère utiliser l'argent pour aller vivre à Venise avec son mari Juan Carlo. On apprend son décès au début de la saison 8, après s'être remise avec Richard, elle meurt de chagrin à son décès. Elle revient durant les saisons 12 et 13 sous forme de fantôme pour parler à Catherine lorsque celle-ci est à Lisbonne. 
  - Interprétée par Milena Vukotic
- Michel Morand (saisons 1 à 3) : Avocat de renom et père biologique d'Audrey, qui s'est marié avec Reine Grenier. On apprend qu'il est mort à la saison 4.
  - Interprété par Didier Sandre
- Julien Viguier (saisons 1 à 15) : D'abord meilleur ami d'Audrey, il finira par tomber amoureux d'elle. Il sera ensuite son époux, avec qui il aura une fille Marie à la fin de la saison 1. Il épouse ensuite Patricia dans la saison 7, sourde et muette. Dans la saison 10, elle se fait opérer, elle peut entendre et parler de nouveau, ils finissent par divorcer. Il rejoint alors le restaurant de Nourredine, mais ils se disputent souvent. Il forme alors de nouveau un couple avec Audrey. Il est très ami avec Jacques, malgré leurs embrouilles répétitives. À la fin de la saison 14, on apprend qu’ils part vivre avec Audrey en Italie. En saison 15, le couple revient près de Paris, où Julien ouvre un bistrot avec Sylvain. 
  - Interprété par Alexandre Thibault
- Serge Mariotti (saison 1) : Frère de Catherine et Paule. C’est un architecte connu et reconnu et il accumule les aventures amoureuses. (Très présent dans les premiers épisodes, il a vite disparu de la série).
  - Interprété par Michel Rocher
- Nono Mariotti (saisons 1 à 5 puis saison 7) : Père de Paule, Serge et Catherine. Il décède au début de la saison 7.
  - Interprété par Gabriele Ferzetti
- Alexis (saisons 1 à 3) : Meilleur ami de Nicolas, il passe leur baccalauréat ensemble avec Basile. Il se met en couple avec un homme plus âgé, Marc.
  - Interprété par Emmanuel Montes
- Basile (saisons 1 à 3) : Ami de Nicolas et Alexis, ils passent tous ensemble le baccalauréat au début de la saison 1. Il est toujours en roller. Quand elle était jeune, Frédérique voulait être avec lui.
  - Interprété par Philippe Dussol
- Maryline (saisons 1 et 3) : Elle fait partie du groupe d’amis de Nicolas. Nicolas est d’ailleurs toujours là pour l’aider (il n’hésite pas à la loger chez lui quand son père abuse un peu trop de l’alcool). C’est d’ailleurs à ce moment-là que Nicolas et Maryline sortent ensemble. Elle est également logée chez Nicolas lors des retrouvailles de leurs groupes d'amis avec notamment Alexis, Basile et Audrey. 
  - Interprétée par Sandrine Thomas
- Ophélie (saison 1) : Elle fait partie du groupe d’amis de Nicolas. Elle tombe très vite dans la drogue. Elle entretient une correspondance avec un détenu. Ils se fréquenteront après la sortie de prison du jeune homme. Ne parvenant pas à stopper sa consommation de drogue, elle décède d'overdose après avoir menti à son entourage. 
  - Interprétée par Emmanuelle Laforge
- Nelly Fourgerolles (saisons 1 et 3) : Boulangère qui se trouve être la "première" maîtresse de Jacques. Lorsque Catherine le découvre (le jour de son anniversaire), elle décide de rompre avec son mari. Mais lorsqu'elle découvre qu'elle attend des jumeaux, ils se remettent ensemble. Le personnage de Nelly est évoqué lors de la saison 3. Nelly et Reine veulent s'associer mais Nelly renonce à ce projet à cause de son passé avec Jacques. On apprend également qu'elle a eu une brève aventure avec Richard.
  - Interprétée par Isabelle Renauld

### Introduits dans la saison 2
- Reine Grenier (saison 2 à 13) : Ex-maîtresse de Nicolas et associée de Jacques, aujourd'hui amie de la famille et veuve de Michel. Propriétaire de nombreux hôtels de luxe dans toute l'Europe et présidente de plusieurs grands conseils d'administration de sociétés financières internationales, elle est à la tête d'une immense fortune. Elle est également la mère de Sébastien. Elle devient avec le temps la meilleure amie de Catherine. Elle meurt à la fin de la saison 13, après une lutte contre un cancer du pancréas, elle demande d'ailleurs à Catherine de l'aider à mourir...
  - Interprétée par Catherine Spaak (saison 2) puis par Béatrice Agenin (saison 3 à 13)
- Sébastien Grenier (saisons 2 à 8, puis saison 10 et 13) : Meilleur ami de Nicolas et pendant longtemps le fiancé de Frédérique. Il entretenait  une relation avec Christine. Elle a fait une fausse couche et a perdu les trois bébés qu'elle attendait. Grâce à Reine, ils arrivent à adopter un petit garçon asiatique, Sammaï, que Reine a rencontré par le biais de son association au Balang-Balang. Lors de la saison 10, Sébastien découvre la boxe Thaï, devient agressif et même violent, il décide d'ailleurs de laisser la famille et meurt finalement lors d'un de ses combats de boxe.
  - Interprété par Tristan Calvez

### Introduits dans la saison 3
- Gaëtan (saison 3) : le copain de Frédérique. 
  - Interprété par Samuel Dupuy
- Gaëlle (saison 3) : une camarade de Frédérique
  - Interprétée par Séverine Ferrer
- Éric (saison 3) : amant de Catherine au Portugal
  - Interprété par Maxime Leroux
- Édouart Beaumont (saison 3) : père de Jacques. On découvrira ses origines dans la saison 12, avec son frère noir, William. 
  - Interprété par Daniel Gélin

### Introduits dans la saison 4
- Nourredine Bensala (saisons 4 à 15) : Second de Jacques au restaurant. Il va tomber amoureux de Frédérique et va aller la chercher au Portugal pour l'empêcher d'épouser Sébastien. Ensemble, ils ont une fille, Carla. Il la trompe avec Kelly durant la saison 6, mais elle finit par lui pardonner Maintenant, il tient son propre restaurant avec sa femme et Jérémie en Bourgogne (autres noms de famille de Nourredine : Feriki, Benslimen). Il a beaucoup culpabilisé de l'accident de scooter de Fred, pensant qu'elle lui en voulait. À la fin de la saison 14 on apprend qu’il part vivre avec sa femme et sa deuxième fille à Londres, où Carla, leur fille aînée, a trouvé un stage. Finalement en saison 15, il est resté en France et a ouvert un restaurant, tandis que sa femme travail entre Paris et Londres, et sa fille aînée vit à New York. 
  - Interprété par Kamel Belghazi
- Agnès (saisons 4 et 5) : Cette jeune fille, maman d’un petit Romain, est persuadée d’être la fille du célèbre journaliste Richard Matisse. Richard avoue avoir connu sa mère, mais dément être son père. Après quelques analyses, il s’avère qu’il n’est pas son père. Néanmoins, pris d’amitié par cette jeune fille, Richard et Paule décident de s’occuper d’elle comme de leur propre fille. Elle travaille même au restaurant familial des Beaumont.
  - Interprétée par Florence Loiret Caille puis Anne Azoulay
- Patrick (saisons 4 et 5) : C'est un libraire. C'est lui qui a aidé Nicolas à se débarrasser de ses problèmes de drogue. C'est aussi le premier compagnon de Nicolas. Nicolas le quitte après avoir appris que Patrick l'avait trompé dans le premier épisode de la saison 5.
- Lucia (saisons 4 à 7, saisons 10 à 14) : Mère de José, Jacques a eu une aventure avec elle lorsqu’il était divorcé de Catherine.

### Introduite dans la saison 5
- Christine Grenier (saisons 5 à 8, 10 et 11, et saisons 13 à 15) : À l'origine, elle était une prostituée payée par Reine pour séduire son fils Sébastien. Mais ils tombent finalement amoureux. Plus tard, ils rencontrent des difficultés à avoir des enfants, et elle tombe dans l'alcoolisme. Au cours de leurs voyage au Balang Balang, elle adopte avec son mari leur fils, Sammaï Grenier. À son retour en France elle souhaite divorcer de Sébastien, qui a énormément changé, et qui sombre dans l'acharnement au combat de la boxe Thaï. Elle couche avec Nicolas, et envisage de construire un avenir avec lui pour son fils, juste avant d'apprendre la mort de son mari. Elle s'installe à Noyer avec Nicolas, et le reste de la famille Beaumont. Dès le début de la 12e saison, il est annoncé que le couple qu'elle formait avec Nicolas n'a pas fonctionné, et qu'elle a déménagé avec son fils. Elle revient dans la saison 13 avec Sammaï, et annonce qu'elle veut quitter le Balang-Balang car elle a trouvé quelqu'un en France (à Lyon). Mais comme il faut quelqu'un pour s'occuper de la fondation, elle finit par se mettre d'accord avec Catherine pour qu'elle y aille pendant six mois, puis que Catherine la relaye les six autres mois jusqu'à ce que Sammaï soit majeur. À la fin de la saison 14, elle vit toujours au Balang-Balang avec son fils, et ne peut assister au mariage d’Helena et Jérémy, mais laisse tout de même un message vidéo. En saison 15, c'est elle, aidée de Lucas, qui apporte les preuves de la culpabilité de Marius dans l'affaire de l'argent détourné. 
  - Interprétées par Julie Dray (saison 5), Julie de Bona (saisons 6 à 8, 10 et 11, 13 et 14) puis Sabrina Seyvecou (saison 15)

### Introduits dans la saison 6
- Laura (saison 6) : Amie de Nicolas, qui est en couple avec Natalia. C'est elle qui porte l'enfant de Nicolas, qui n'est que le géniteur. À la fin de la saison 6, elle part pour vivre à Montpellier. Dans la 12e saison, il est annoncé qu'elle est morte des suites d'une leucémie.
- Natalia (saison 6 et 12) : Petite amie de Laura, qui élève Louis, son fils dont Nicolas est le père biologique. À la fin de la saison 6, elle part pour vivre à Montpellier. Dans la saison 12, elle habite à Lisbonne avec son fils depuis la mort de Laura. Lorsque Nicolas revient dans la vie de Louis, celle-ci en est très heureuse.
- Patricia Cerraz-Viguier (saisons 7 à 10, 12 et 14) : Elle est la seconde femme de Julien. Ils ont ensemble une petite fille, Zoé. On apprend par la suite que Julien n'est pas le père biologique. En effet, avant Julien, elle fut mariée avec un homme qui a commis un braquage, et qui a purgé une peine de 5 ans de prison. Il se révèle être le père biologique de Zoé. Mais ils surmontent tout de même cette épreuve. Durant la saison 10, elle subit une opération pour pouvoir entendre et donc reparler. Après cela, elle et Julien se séparent. Lors de la saison 14, on apprend qu’elle est éditrice et aide Jacques pour son autobiographie. Elle et Julien sont restés en bon terme.
- Patrick (saison 6) : Il est le pilote de l'avion qui était censé emmener Catherine, Jacques, Reine, Richard, Sébastien, Christine, Audrey, Julien, Frédérique et Nourredine sur une île pour l'anniversaire de mariage de Catherine et Jacques. Finalement, l'avion a un accident à cause du mauvais temps, et ils restent sur une île déserte pendant plusieurs jours. À leur retour de voyage, il se met en couple avec Reine. On apprend dans la saison 7 que le couple s'est séparé.

### Introduits dans la saison 7
- Lucas (saisons 7 à 10, 12 à 15) : Il est le compagnon de Nicolas à partir de la saison 7. Avant de connaître Nicolas, il était marié à une femme avec qui il a eu deux fils, Thierry et Bastien. Dans la saison 9, il décide de travailler en cuisine avec son beau-père ainsi que Julien et Jérémie. Dans la saison 10, il n'est plus en couple avec Nicolas, mais travaille tout de même au restaurant. Il revient dans la saison 12, où il se remet avec Nicolas. Dans la saison 15, il est le seul qui n'apprécie pas Marius. Il découvre qu'il vole de l'argent sur les œuvres de Nicolas, et avec l'aide de Christine, il apporte la preuve que Marius est coupable dans l'affaire qui a envoyé Catherine en détention provisoire.
- Jean-Philippe Cazaubon (saison 7 à 14) : Il a commencé en étant interne avec Catherine à l'hôpital, et il est en couple avec Manon. Dans la saison 10, il va se marier avec Manon au Portugal avec toute la famille, mais Sébastien décède ce qui annule cet événement. Le mariage a finalement lieu à Madère durant la saison 11. Jean-Philippe est vicomte de Cazaubon, Manon devient alors vicomtesse. Dans la saison 12, il a une fille noire avec Manon, ce qui pose la question des origines de la famille Beaumont. 
  - Interprété par Jean-Baptiste Shelmerdine (saisons 7 à 10) puis Gaël Giraudeau (saisons 11 à 13)
- Walid (saison 7), est un jeune homme marocain qui a eu une liaison avec Manon durant le séjour de préparation du mariage de Julien et Patricia. 
  - Interprété par Assaâd Bouab (saison 7)
- Héléna Montes (saison 7, et saisons 10 à 15), elle est la petite-fille de Mario et fille d'Arnaldo. Après un début d'histoire compliqué avec Jérémy Beaumont, ils se mettent ensemble lors de la 10e saison. Ils ouvrent ensuite une boulangerie-pâtisserie à Lisbonne avec José (le demi-frère de Jérémy). Après que Jérémy est devenu maladivement jaloux, elle décide de rompre avec lui à la fin de la saison 12, bien qu'ils s'aiment encore. Au cours de la 14e saison, elle aura une brève histoire avec José, avant de finalement se marier avec Jérémie et d’annoncer qu’ils partent vivre à Rio. En saison 15 elle est devenue une influenceuse sur les réseaux sociaux avec son mari. 
  - Interprétée par Alexandra Negrao (saison 7) puis Fanny Krich (saisons 10 à 15)

### Introduits dans la saison 8
- René (saisons 8 à 12 et 14) : Il est devenu ami avec Catherine et Jacques lorsque ces derniers sont descendus en Bourgogne pour leur retraite. Il travaille avec Frédérique dans les vignes.
  - Interprété par Patrick Préjean
- Sammaï Grenier (saisons 8, 10, 11 et saisons 13 et 14) : Petit orphelin du Balang-Balang, Sammaï a été adopté par Reine. C’est Christine et Sébastien qui en sont les parents. Il finira par apprendre la raison de la rencontre de ces parents (en lisant le courrier de sa grand-mère décédée), ce qui le déstabilisera beaucoup.  
  - Interprété par Valentin Ngo (saison 10), Hugo Lim (saison 11), Duke Habib (saisons 13 et 14).

### Introduits dans la saison 9
- François Fabiani (saisons 9 et 10) : Il est médecin à Noyers. Il revient d'une mission humanitaire en Afrique. Il devient l'amant de Catherine. Jacques découvre, tout comme José et Audrey, la liaison, mais décide de ne rien dire pour sauver son couple. François part pour un long voyage pour son métier, ce qui met un terme à la relation avec Catherine.
- Claire (saisons 9, 11 à 13) : Elle est la petite amie de Marie Viguier puis elles se marient dans la saison 11 mais divorcent dans la saison 13.
- Robert Merlet (saisons 9 à 15) : Il est le maire du village où les Beaumont résident, Noyers. Il est devenu un ami de la famille. Il a un fils de l'âge de Carla, Hugo.

### Introduits dans la saison 10
- Henri Monteillet (saisons 10 et 12) : Il est le nouveau compagnon de Lucia, et donc le beau-père de José. Après un début de cohabitation chaotique, cela va mieux. Il est consul de France au Portugal, où il vit avec sa compagne. À la fin de la saison 12, il quitte le domicile conjugal. 
  - Interprété par Fabrice Deville
- Hugo (saisons 10 à 12) : Il est le fils de Robert, le Maire de Noyers. Il est ami avec José (le fils de Jacques) et a eu une histoire d'amour avec Carla (fille de Frédérique et Nourredine), avant de se découvrir homosexuel.

### Introduits dans la saison 11
- Dominique Tesador (saison 11) : Nouveau médecin du village, qui fait tout pour épouser Julien mais ils apprennent que c'était dans le seul but de pouvoir rester en France, on découvre qu'elle est mêlée à une histoire d'euthanasie. 
  - Interprétée par Anca Radici
- Gustave Monnier (saison 11) : Il était commis de cuisine au restaurant de Jacques 20 ans auparavant. Depuis, il avait un restaurant à Madère avec sa sœur. Revenu pour lui rembourser une somme volée, il se fait mystérieusement assassiner. On apprend finalement qu'il s'est tué lui-même avec son fusil, lors d'une chute malencontreuse.
  - Interprété par Farouk Bermouga

### Introduits dans la saison 12
- William Beaumont (saison 12) : Frère noir d'Édouard Beaumont, oncle de Jacques. 
  - Interprété par Marius Yelolo
- Ghislain Beaumont (saisons 12 à 14) : Fils de William, cousin de Jacques, au début il rejetait son cousin puis après un certain temps, tout finit par s'arranger.
  - Interprété par Emile Abossolo-M'Bo
- Gina Beaumont (saisons 12 à 14) : Fille de Ghislain, petite-cousine de Jacques. Jérémie est amoureux d'elle.
  - Interprétée par Jina Djemba
- Jules Beaumont (saisons 12 et 13) : Fils blanc de Gina, qu'elle a eu avec un navigateur norvégien, arrière-petit-cousin de Jacques.

### Introduits dans la saison 13
- Madame Vimelda (saison 13) : la guérisseuse de la Réunion 
  - Interprétée par Marie-Philomène Nga
- Martial Roubignau (saison 13) : l'ermite des montagnes
  - Interprété par Jean-François Garreaud

### Introduits dans la saison 14
- Monsieur Verdier (saison 14) : l'éditeur de Jacques 
  - Interprété par Marc Lévy

### Introduits dans la saison 15
- Florence (saison 15) : nouvelle amie de Catherine, rencontrée lors de leurs voyages. Elle est avocate, et finira par la faire sortie de détention provisoire, et s'occupera du divorce de Jacques et Catherine. 
  - Interprétée par Alexandra Vandernoot
- Marius (saison 15) : le nouveau petit-ami de Christine 
  - Interprété par Hugo Hamdad
- La juge Comange (saison 15) : la juge chargée de l'affaire de détournement de fonds de la Fondation reine Grenier  
  - Interprétée par Caroline Bourg
- Claudia (saison 15) : la codétenue de Catherine 
  - Interprétée par Laetitia Kandi
- Maître Jamin (saison 15) : l'avocat de Jacques pour le divorce 
  - Interprété par Kader Boukhanef
- M. Waltz (saison 15) : un client de Nicolas
  - Interprété par Jean Dell